# 法幢寺
法幢寺（ほうどうじ）は岐阜県美濃加茂市市橋にある臨済宗妙心寺派（聖澤派長興院下）の寺院。山号は金凰山。美濃三十三観音霊場三十一番、中濃八十八ヶ所霊場七十六番。

## 歴史
鎌倉時代末に天台宗寺院として開創されたという伝承がある。開基は不明であるが、開山は石門である。
本尊は聖観世音菩薩で、他に延命地蔵菩薩と弘法大師像がある。行事は涅槃会と降誕会の花祭りである。
慶長9年（1604年）に加治田村にある臨済宗妙心寺派の龍福寺の陽南和尚の法弟、祖珊首座が住持となり金剛山 法蔵寺を称した。
その後無住の期間を経て慶安2年（1649年）、木曽谷の中山道須原宿にある定勝寺より石門和尚が住持となり現在の山号寺号に改めた。
さらに寛文2年（1662年）、加茂郡酒倉村にある長蔵寺の閩嶺和尚が中興開山し、長蔵寺の末寺となった。

## 寺宝
美濃加茂市の文化財に指定されている南北朝時代の大般若経600巻を所蔵する。
寺宝の軍扇は、嘉永5年(1852年)に記された由緒書によれば、永禄8年(1565年)、織田信長が堂洞城を攻めた時に法幢寺を陣屋としたとされるが、その時に信長から市橋氏の先祖に下賜されたと記されているが、
享保2年(1717年)の軍扇由緒書によれば、武蔵国忍城主の子孫の成田長治が寄進したとある。
また寺の裏には古墳が数基ある。